# 砂川繁視
砂川 繁視（すながわ しげみ、1928年〈昭和3年〉4月29日 - ）は、日本の元俳優である。島根県那賀郡出身。

## 来歴・人物
中学校卒業後、1950年（昭和25年）4月に演技協社に入り、後に東宝へ入社する。以後、東宝特撮を中心に多くの作品に出演したが、あまり目立たない役が多く、クレジットされることも少なかった。彫りの深い顔立ちが特徴。
1971年以降、映画出演の記録がない。

## 出演作品
- 七人の侍（1954年） - 野武士
- 魔子恐るべし（1954年）
- ゴジラシリーズ
  - ゴジラ（1954年） - 海上保安庁係官[5][4][注釈 2]
  - ゴジラの逆襲（1955年） - キャバレーの客[4][注釈 2]
  - キングコング対ゴジラ（1962年）[注釈 2]
  - モスラ対ゴジラ（1964年） - インファント島島民[2]、漁師[4]
  - 三大怪獣 地球最大の決戦（1964年） - 塚本研究所の助手[2][3][注釈 2]
  - 怪獣大戦争（1965年）[注釈 2]
  - 怪獣総進撃（1968年）[注釈 2]
  - ゴジラ・ミニラ・ガバラ　オール怪獣大進撃（1969年）[4][注釈 2]
- 透明人間（1954年）[注釈 2]
- 獣人雪男（1955年）[注釈 2]
- 空の大怪獣 ラドン（1956年）
- 嵐の中の男（1957年）
- 最後の脱走（1957年） - 馬賊
- 地球防衛軍（1957年）[注釈 2]
- 隠し砦の三悪人（1958年）
- 大怪獣バラン（1958年）[注釈 2]
- 戦国群盗傳（1959年） - 犬彦
- 愚連隊シリーズ
  - 独立愚連隊（1959年）
  - やま猫作戦（1962年）
- 日本誕生（1959年）[注釈 2]
- 宇宙大戦争（1959年）[注釈 2]
- 電送人間（1960年） - 殺される警官[1][2][3][注釈 2]
- 続・社長道中記（1961年） - 社員
- 守屋浩の三度笠シリーズ 泣きとうござんす（1961年）
- モスラ（1961年） - 日東新聞記者[3][注釈 2]
- 世界大戦争（1961年）[注釈 2]
- 吼えろ脱獄囚（1962年） - 小屋の警官
- 暗黒街の牙（1962年） - タンクローリーの運転手
- 日本一の若大将（1962年） - ランナー[2]
- 太平洋の翼（1963年）
- 海底軍艦（1963年）- 倒れている警官[要出典][注釈 2]
- 君も出世ができる（1964年）[注釈 2]
- 宇宙大怪獣ドゴラ（1964年）[注釈 2]
- 太平洋奇跡の作戦 キスカ（1965年）[注釈 2]
- 大冒険（1965年）[注釈 2]
- 奇巌城の冒険（1966年）[注釈 2]
- フランケンシュタインの怪獣 サンダ対ガイラ（1966年）[注釈 2]
- キングコングの逆襲（1967年）[注釈 2]
- 東宝8.15シリーズ
  - 連合艦隊司令長官 山本五十六（1968年）[注釈 2]
  - 激動の昭和史 軍閥（1970年）[注釈 2]
  - 激動の昭和史 沖縄決戦（1971年）[注釈 2]